# Thomson TO7/70
Le Thomson TO7/70 (aussi écrit Thomson TO7-70) est un ordinateur commercialisé par l'entreprise française Thomson Micro-Informatique (SIMIV) à partir de juin 1984. Le TO7/70 succède directement au Thomson TO7 : augmentation de la capacité mémoire, meilleur affichage, et nouveau clavier ; les logiciels prévus pour TO7 fonctionnent donc sur le TO7/70, mais l'inverse n'est pas toujours vrai.
Les nombreux périphériques pour Thomson TO7 étaient pour la plupart compatibles avec l'ensemble de la gamme Thomson.

## Description
Le TO7/70 sort en même temps que le Thomson MO5, en juin 1984. Le TO7/70 est alors présenté comme une machine à vocation semi-professionnelle, alors que le MO5 est une machine plus modeste à vocation éducative. Les deux machines seront intégrées aux nanoréseaux du plan « Informatique pour tous ».

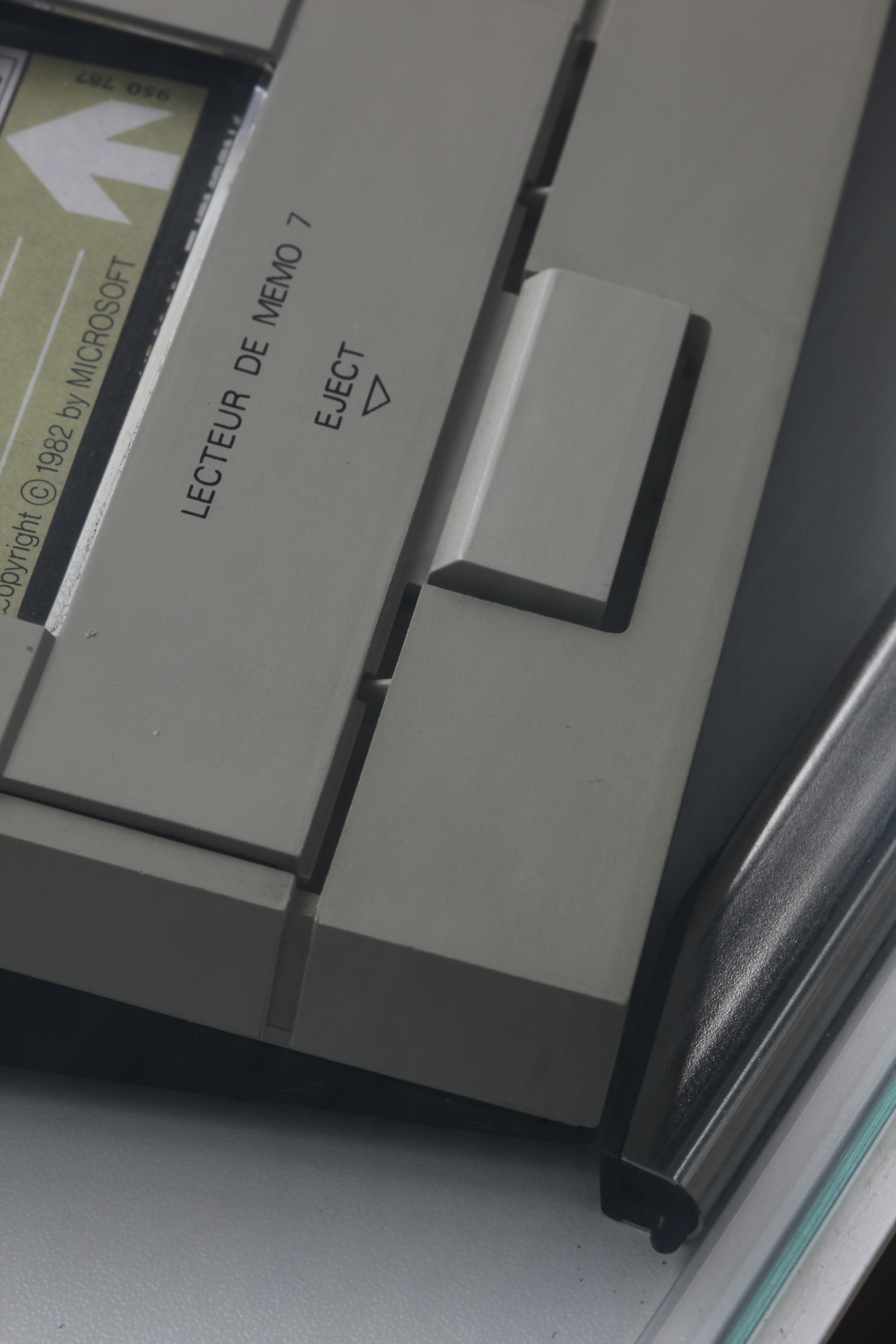
Détail du lecteur de cartouche ROM (ou) du TO7, sans bouton de verrouillage de la trappe.

Le TO7/70 corrige quelques « erreurs de jeunesse » du TO7 : la trappe permettant d'insérer une cartouche Mémo7 est équipée d'un verrou prévenant toute éjection en plein travail (comme cela arrivait avec le TO7) ; le clavier n'est plus sensitif, mais en gomme ou mécanique (option) ; le nombre de couleurs affichables passe de 8 à 16 ; la capacité mémoire totale (sans extension) passe de 30 à 70 Ko.
L'interface utilisateur se fonde toujours sur le BASIC 1.0 (Microsoft) inclus dans une cartouche Mémo7 séparée, et le crayon optique (un périphérique de pointage à l'écran) est proposé en standard dans la configuration.
Le TO7/70 dispose de 48 Ko de RAM, dont 32 Ko environ sont disponibles pour l'utilisateur ; la mémoire vive utilisateur peut être étendue jusqu'à 112 Ko, malheureusement sans que le BASIC 1.0 ne permette de l'utiliser. Ce problème est résolu par le BASIC 128, qui gère la totalité de la mémoire et contient également le DOS (en option dans le BASIC 1.0).
Le /70 de TO7/70 fait référence au total de la mémoire de l'ordinateur (16 Ko de RAM vidéo, 48 Ko de RAM utilisateur et 6 Ko de ROM).

## Périphériques externes
Bien que le TO7/70, comme le TO7, soit prévu pour être connecté sur un téléviseur familial par la prise Péritel, Thomson propose également plusieurs modèles de moniteurs cathodiques, de plusieurs tailles.
À l'époque, la cassette audio est le support le plus répandu pour les logiciels et l'achat d'un lecteur de cassette devient quasiment obligatoire. Thomson propose un appareil propriétaire qui a l'avantage de transférer les données directement en numérique jusqu'à l'étage d'enregistrement, contrairement aux concurrents ; la première version n'étant pas exempte de pannes, la sortie du TO7/70 et du MO5 se transforme en occasion de proposer des lecteurs améliorés et plus esthétiques.
Parmi les autres supports disponibles, l'utilisateur peut aussi acquérir des lecteurs de disquette externes, et notamment un QDD (Quick Disk Drive) : ce modèle développé par Mitsumi utilise des disquettes 2"8 à piste en spirale ; disponible chez plusieurs constructeurs (ex. : MSX, sampler Akai S612)[réf. souhaitée], le QDD est lancé pour contrer Sony et sa disquette 3,5" aux royalties conséquentes, mais s'avérera un échec total. Plus tard, Thomson proposera deux lecteurs de disquettes plus standard, 3"1/2 et 5"1/4.